# Cupidon Ye
« Cupid Ye » est le premier épisode de la vingt-sixième saison de la série d'animation américaine South Park, et le 320e épisode de la série. Écrit et réalisé par Matt Stone, il a été diffusé sur Comedy Central aux États-Unis le 8 février 2023,. L'épisode dépeint un plan élaboré par Eric Cartman après que Stan Marsh se soit senti menacé par l'amitié qui se développe entre ses camarades de classe Kyle Broflovski et Tolkien Black dans une parodie des opinions antisémites du rappeur Kanye West, et les stéréotypes juifs en général, y compris le cliché antisémite selon lequel les Juifs contrôlent Hollywood.,

## Synopsis
Stan Marsh et Eric Cartman, élèves de CM1, constatent que Kyle Broflovski, le meilleur ami de Stan, passe plus de temps avec leur camarade de classe Tolkien Black, à faire des vidéos TikTok quotidiennes et à jouer plus souvent ensemble. Voyant Stan découragé, Cartman décide d'être un « bon chrétien » et d'agir. Il commence à propager auprès de Tolkien et d'autres le cliché antisémite selon lequel les Juifs contrôlent les médias et que Kyle dirige Hollywood. Cartman est assisté de Cupid Ye, une version modifiée de Cupid Me, une version imaginaire de lui-même, semblable à Cupidon, apparue pour la première fois dans l'épisode « L'Amour selon Cartman ». Outre son nom modifié, Cupid Ye a adopté la mode hip-hop et des convictions antisémites.
Cartman est menacé de deux mois de retenue par le principal de l'école s'il ne cesse pas de diffamer les Juifs. Cartman continue néanmoins de le faire dans les médias, bien qu'il soit troublé par certains commentaires choquants de Cupid Ye, qu'il juge excessifs. Ces idées continuent de se propager parmi les élèves, provoquant la colère de Kyle, ce qui crée un fossé entre lui et Tolkien. Lorsque Cupid Ye vole une voiture pour une virée, Cartman, horrifié, avoue ses actes à Stan. Stan présente ses excuses à Tolkien, estimant que sa jalousie envers Kyle et l'amitié de Tolkien ont contribué à déclencher ces événements. Cupid Ye accélère la propagation de la haine en utilisant ses flèches pour empoisonner l'esprit des élèves, ce qui amène Kyle à être menacé par une foule d'étudiants. Alors que Stan et Tolkien prennent sa défense, Cartman affronte Cupid Ye et le force à prendre ses médicaments, le ramenant à son état normal de Cupidon Moi, à quel point il reprend sa tâche normale de répandre l'amour parmi le corps étudiant.
Lors d'une conférence publique, Kyle s'adresse à un large public pour tenter de sensibiliser le public à l'histoire de l'implication juive dans l'industrie du divertissement et à la façon dont celle-ci est contrôlée par des dizaines de milliers de personnes à travers le monde. Son discours émeut l'assistance, dont certains suggèrent que Kyle lui-même dirige Hollywood, une idée que la foule applaudit, au grand dam de Kyle.
Le générique de fin, qui mentionne normalement Trey Parker et Matt Stone, indique à la place « Créé par Matt Stone », « Producteur exécutif Matt Stone », « Écrit et réalisé par Matt Stone » et « Assistant de M. Stone Trey Parker », faisant écho au trope antisémite de l'intrigue.

## Réception
John Schwarz de Bubbleblabber.com a attribué la note de 10/10 à l'épisode et a commenté : « La mise en place et l'exécution de l'épisode de cette semaine sont globalement impeccables et tout le monde a été prévenu. De toute évidence, les producteurs n'en ont pas fini avec la communauté PC, et même une légère continuation de la « guerre du streaming » semble se dessiner. Il sera donc intéressant de voir comment cela se déroulera dans les prochaines semaines. »
Kayleigh Donaldson de Consequence a commenté dans sa critique : « La série a exploité des centaines d’heures de la nature déprimante et impérissable du fanatisme dans ses formes les plus pures et les plus sournoises. Certains jeunes ne voient peut-être pas l’intérêt de penser qu’un préadolescent du Colorado dirige Hollywood… mais quand Cupid Ye commence à parler de « eux » qui dirigent tout, on comprend l’ampleur et les dégâts que de telles conspirations peuvent causer. Les affirmations les plus absurdes peuvent rapidement prendre de l’ampleur et se transformer en une réalité imparable. »